# 대한민국의 국가등록문화유산 (2000년대 전반)
대한민국의 국가등록문화유산(大韓民國 國家登錄文化遺産, 이전 명칭: 국가등록문화재)은 국가유산청장장이 국가유산위원회의 심의를 거쳐 국가지정문화유산가 아닌 문화유산 중에서 보존과 활용을 위한 조치가 특별히 필요하여 등록한 문화유산이다. 특히 일제 강점기 이후 근대에 생성·건축된 유물 및 유적이 중점적으로 등재되어 있다.

## 지정 목록

### 2002년 지정
| 번호 | 사진 | 명칭 | 소재지                                                  | 관리자 (단체)               | 지정일                                                | 참조 |
| 1호  |      | 서울 남대문로 한국전력공사 사옥 (서울 南大門路 韓國電力公社 社屋) (Korea Electric Power Corporation (KEPCO) Building on Namdaemun-ro, Seoul)        | 서울 중구 남대문로 92, 외 3필지 (남대문로2가)           | 한국전력공사                | 2002년 2월 28일 지정                                  |      |
| 2호  |      | 서울 구 경기고등학교 (서울 舊 京畿高等學校) (Former Kyunggi High School, Seoul)                                                                     | 서울 종로구 북촌로5길 48 (화동)                         | 서울시교육청                | 2002년 2월 28일 지정                                  |      |
| 3호  |      | 서울 이화여자고등학교 심슨기념관 (서울 梨花女子高等學校 심슨紀念館) (Simpson Memorial Hall of Ewha Girls' High School, Seoul)                       | 서울 중구 정동길 26 (정동)                              | 학교법인 이화학원           | 2002년 2월 28일 지정                                  |      |
| 4호  |      | 대구 효목동 조양회관 (大邱 孝睦洞 朝陽會館) (Joyang Assembly Hall in Hyomok-dong, Daegu)                                                            | 대구 동구 효동로2길 94 (효목동)                         | 대구광역시 동구청           | 2002년 2월 28일 지정                                  |      |
| 5호  |      | 구 대구사범학교 본관과 강당 (舊 大邱師範學校 本館과 講堂) (Main Building and Auditorium of Former Daegu School of Education)                        | 대구 중구 달구벌대로 2178 (대봉동)                      | 대구광역시 중구청           | 2002년 2월 28일 지정                                  |      |
| 6호  |      | 청주 대성고등학교 본관 (淸州 大成高等學校 本館) (Main Building of Cheongju Daeseong High School)                                                    | 충북 청주시 상당구 내덕 2동 261 외                      | 청주시                      | 2002년 2월 28일 지정                                  |      |
| 7호  |      | 옥천성당 (沃川聖堂) (Okcheon Catholic Church) | 충북 옥천군 옥천읍 삼양리 158-2                         | 옥천군                      | 2002년 2월 28일 지정                                  |      |
| 8호  |      | 대한성공회 진천성당 (大韓聖公會 鎭川聖堂) (Jincheon Anglican Church)                                                                                | 충북 진천군 진천읍 읍내리 63-10                         | 진천군                      | 2002년 2월 28일 지정                                  |      |
| 9호  |      | 청주 문화동 일·양 절충식 가옥 (淸州 文化洞 日·洋 折衷式 家屋) (Eclectic-style House in Munhwa-dong, Cheongju)                                       | 충북 청주시 상당구 대성로122번길 18 (문화동)            | 청주시                      | 2002년 2월 28일 지정                                  |      |
| 10호 |      | 강경 구 연수당 건재 약방 (Former Yeonsudang Herbal Medicine Shop, Ganggyeong)                                                                       | 충남 논산시 강경읍 옥녀봉로24번길 14, 외 3필지 (중앙리) | 논산시                      | 2002년 2월 28일 지정, 2014년 4월 25일 문화재명칭 변경 |      |
| 11호 |      | 서울 구 국회의사당 (서울 舊 國會議事堂) (Former National Assembly Building, Seoul)                                                                  | 서울 중구 세종대로 125 (태평로1가)                      | 서울특별시 중구청           | 2002년 5월 31일 지정                                  |      |
| 12호 |      | 서울대학교 구 공과대학 본관과 교사 (서울大學校 舊 工科大學 本館과 校舍) (Former Main Building of Engineering College of Seoul National University)  | 서울 노원구 공릉로 232 (공릉동)                         | 서울과학기술대학교          | 2002년 5월 31일 지정                                  |      |
| 13호 |      | 서울공업고등학교 본관 (서울工業高等學校 本館) (Main Building of Seoul Technical High School)                                                        | 서울 동작구 대방동 390-5                                | 서울시교육청                | 2002년 5월 31일 지정                                  |      |
| 14호 |      | 서울 이화여자대학교 파이퍼 홀 (서울 梨花女子大學校 파이퍼 홀) (Pfeiffer Hall of Ewha Womans University, Seoul)                                      | 서울 서대문구 이화여대길 52 (대현동)                    | 학교법인 이화학당           | 2002년 5월 31일 지정                                  |      |
| 15호 |      | 대구 동산병원 구관 (大邱 東山病院 舊館) (Old Building of Dongsan Hospital, Daegu)                                                                   | 대구 중구 달성로 56 (동산동)                            | 대구광역시 중구청           | 2002년 5월 31일 지정                                  |      |
| 16호 |      | 광주 전라남도청 구 본관 (光州 全羅南道廳 舊 本館) (Former Main Building of Jeollanam-do Provincial Government, Gwangju)                             | 광주 동구 광산동 13                                     | 행정자치부, 전라남도        | 2002년 5월 31일 지정                                  |      |
| 17호 |      | 광주 서석초등학교 본관·별관·체육관 (光州 瑞石初等學校 本館·別館·體育館) (Main Building, Gymnasium, and Annex of Seoseok Elementary School, Gwangju) | 광주 동구 제봉로82번길 26 (서석동)                      | 광주광역시 동구청           | 2002년 5월 31일 지정                                  |      |
| 18호 |      | 대전 충청남도청 구 본관 (大田 忠淸南道廳 舊 本館) (Former Main Building of Chungcheongnam-do Provincial Government, Daejeon)                        | 대전 중구 선화동 287-2                                  | 충청남도                    | 2002년 5월 31일 지정                                  |      |
| 19호 |      | 구 산업은행 대전지점 (舊 産業銀行 大田支店) (Former Korea Development Bank, Daejeon Branch)                                                         | 대전 동구 중앙로 198 (중동)                             | (주)다비치안경체인          | 2002년 5월 31일 지정                                  |      |
| 20호 |      | 구 조흥은행 대전지점 (舊 朝興銀行 大田支店) (Former Chohung Bank, Daejeon Branch)                                                                   | 대전 동구 대전로 783 (원동)                             | 신한은행                    | 2002년 5월 31일 지정                                  |      |
| 21호 |      | 태백 철암역두 선탄시설 (太白 鐵岩驛頭 選炭施設) (Coal Preparation Plant at Cheoram Station, Taebaek)                                                | 강원 태백시 철암동 365-1 외 6필지                       | 태백시                      | 2002년 5월 31일 지정                                  |      |
| 22호 |      | 철원 노동당사 (鐵原 勞動黨舍) (Korean Workers' Party Headquarters, Cheorwon)                                                                        | 강원 철원군 철원읍 금강산로 265, 외 3필지 (관전리)      | 철원군                      | 2002년 5월 31일 지정                                  |      |
| 23호 |      | 구 철원 제일교회 (Cheorwon Methodist Church) | 강원 철원군 철원읍 관전리 102                           | 철원군                      | 2002년 5월 31일 지정, 2015년 4월 27일 명칭 변경       |      |
| 24호 |      | 철원 얼음창고 (鐵原 얼음倉庫) (Cheorwon Ice Storehouse)                                                                                             | 강원 철원군 철원읍 외촌리 603-1                         | 철원군                      | 2002년 5월 31일 지정                                  |      |
| 25호 |      | 철원 농산물검사소 (鐵原 農産物檢査所) (Agricultural Products Inspection Center of Cheorwon)                                                         | 강원 철원군 철원읍 외촌리 620-3                         | 철원군                      | 2002년 5월 31일 지정                                  |      |
| 26호 |      | 철원 승일교 (鐵原 承日橋) (Seungilgyo Bridge, Cheorwon)                                                                                             | 강원 철원군 동송읍 장흥리 725, 갈말읍 내대리 산61-1 외  | 철원군                      | 2002년 5월 31일 지정                                  |      |
| 27호 |      | 화천 인민군사령부 막사 (華川 人民軍司令部 幕舍) (Barracks of the People's Army Command Headquarters, Hwacheon)                                      | 강원 화천군 상서면 다목리                               | 화천군                      | 2002년 5월 31일 지정                                  |      |
| 28호 |      | 진안성당 어은공소 (鎭安聖堂 魚隱公所) (Eoeun Secondary Station of Jinan Catholic Church)                                                            | 전북 진안군 진안읍 어은동길 23 (죽산리)                 | 진안군                      | 2002년 5월 31일 지정                                  |      |
| 29호 |      | 구 호남은행 목포지점 (舊 湖南銀行 木浦支店) (Former Honam Bank, Mokpo Branch)                                                                       | 전남 목포시 해안로249번길 34 (상락동1가)                | 목포시                      | 2002년 5월 31일 지정                                  |      |
| 30호 |      | 구 목포공립심상소학교 (舊 木浦公立尋常小學校) (Former Simsang Public Primary School, Mokpo)                                                         | 전남 목포시 영산로10번길 10 (유달동)                    | 목포시                      | 2002년 5월 31일 지정                                  |      |
| 31호 |      | 여수 구 청년회관 (麗水 舊 靑年會館) (Former Yeosu Youth Center)                                                                                     | 전남 여수시 관문동 303                                  | 여수시                      | 2002년 5월 31일 지정                                  |      |
| 32호 |      | 여수 구 애양원교회 (麗水 舊 愛養園敎會) (Former Aeyangwon Church, Yeosu)                                                                            | 전남 여수시 율촌면 신풍리 18                            | 대한예수교장로회애양교회    | 2002년 5월 31일 지정                                  |      |
| 33호 |      | 여수 애양병원 (麗水 愛養病院) (Aeyang Hospital, Yeosu)                                                                                              | 전남 여수시 율촌면 신풍리 18                            | 사회복지법인 애양원         | 2002년 5월 31일 지정                                  |      |
| 34호 |      | 구 나주경찰서 (舊 羅州警察署) (Former Naju Police Station)                                                                                          | 전남 나주시 남고문로 65 (금성동)                        | 나주시                      | 2002년 5월 31일 지정                                  |      |
| 35호 |      | 진주 문산성당 (晉州 文山聖堂) (Munsan Catholic Church, Jinju)                                                                                       | 경남 진주시 문산읍 소문길67번길 9-4 (소문리)            | 진주시                      | 2002년 5월 31일 지정                                  |      |
| 36호 |      | 구 통영청년단 회관 (舊 統營靑年團 會館) (Former Tongyeong Youth Center)                                                                             | 경남 통영시 서문로 21 (문화동)                          | 통영시                      | 2002년 5월 31일 지정                                  |      |
| 37호 |      | 함양 구 임업시험장 하동·함양지장 (咸陽 舊 林業試驗場 河東·咸陽之場) (Former Hadong-Hamyang Forestry Experiment Station, Hamyang)                    | 경남 함양군 함양읍 함양로 1072 (백연리)                 | 함양군                      | 2002년 5월 31일 지정                                  |      |
| 38호 |      | 남제주 강병대교회 (南濟州 强兵臺敎會) (Gangbyeongdae Church, Namjeju)                                                                               | 제주 서귀포시 대정읍 상모대서로 43-3 (상모리)           | 서귀포시                    | 2002년 5월 31일 지정                                  |      |
| 39호 |      | 남제주 비행기 격납고 (南濟州 飛行機 格納庫) (Aircraft Hangars, Namjeju)                                                                             | 제주 서귀포시 대정읍 상모리 1489, 1542                  | 서귀포시                    | 2002년 5월 31일 지정                                  |      |
| 40호 |      | 서울 창녕위궁 재사 (서울 昌寧尉宮 齋舍) (Changnyeongwigung Ritual House, Seoul)                                                                     | 서울 강북구 월계로 173 (번동)                           | 서울시 중부푸른도시사업소장 | 2002년 9월 13일 지정                                  |      |
| 41호 |      | 부산 임시수도 정부청사 (釜山 臨時首都 政府廳舍) (Provisional Government Building, Busan)                                                            | 부산 서구 구덕로 225 (부민동2가)                        | 학교법인 동아학숙           | 2002년 9월 13일 지정                                  |      |
| 42호 |      | 구 강경성결교회 예배당 (Bugok Methodist Church, Ganggyeong)                                                                                         | 충남 논산시 강경읍 옥녀봉로73번길 8 (북옥리)            | 논산시                      | 2002년 9월 13일 지정                                  |      |
| 43호 |      | 목포 구 청년회관 (木浦 舊 靑年會館) (Former Mokpo Youth Center)                                                                                     | 전남 목포시 차범석길35번길 6-1 (남교동)                 | 목포시장                    | 2002년 9월 13일 지정                                  |      |
| 44호 |      | 나주 노안성당 (羅州 老安聖堂) (Noan Catholic Church, Naju)                                                                                          | 전남 나주시 노안면 이슬촌길 108 (양천리)                | 나주시장                    | 2002년 9월 13일 지정                                  |      |

### 2003년 지정
| 번호 | 사진 | 명칭 | 소재지                                                 | 관리자 (단체)         | 지정일               | 참조 |
| 45호 |      | 연천역 급수탑 (漣川驛 給水塔) (Water Tower at Yeoncheon Station)                                                                                              | 경기 연천군 연천읍 차탄2리 34-373                      | 한국철도공사          | 2003년 1월 28일 지정 |      |
| 46호 |      | 삼척 도계역 급수탑 (三陟 道溪驛 給水塔) (Water Tower at Dogye Station, Samcheok)                                                                              | 강원 삼척시 도계읍 전두남2길 58 (전두리)               | 한국철도시설공단      | 2003년 1월 28일 지정 |      |
| 47호 |      | 영동 추풍령역 급수탑 (永同 秋風嶺驛 給水塔) (Water Tower at Chupungnyeong Station, Yeongdong)                                                                 | 충북 영동군 추풍령면 추풍령로 447, , 336-24 (추풍령리) | 한국철도시설공단      | 2003년 1월 28일 지정 |      |
| 48호 |      | 논산 연산역 급수탑 (論山 連山驛 給水塔) (Water Tower at Yeonsan Station, Nonsan)                                                                              | 충남 논산시 연산면 선비로275번길 31-2 (청동리)         | 한국철도시설공단      | 2003년 1월 28일 지정 |      |
| 49호 |      | 안동역 급수탑 (安東驛 給水塔) (Water Tower at Andong Station)                                                                                                 | 경북 안동시 운흥동 207-2 외                            |                       | 2003년 1월 28일 지정 |      |
| 50호 |      | 영천역 급수탑 (永川驛 給水塔) (Water Tower at Yeongcheon Station)                                                                                             | 경북 영천시 완산동 891                                 | 한국철도시설공단      | 2003년 1월 28일 지정 |      |
| 51호 |      | 밀양 삼랑진역 급수탑 (密陽 三浪津驛 給水塔) (Water Tower at Samnangjin Station, Miryang)                                                                      | 경남 밀양시 삼랑진읍 천태로 56-2 (송지리)              | 한국철도시설공단      | 2003년 1월 28일 지정 |      |
| 52호 |      | 구 서울특별시청사 (舊 서울特別市廳舍) (Former Building of Seoul City Hall)                                                                                    | 서울 중구 세종대로 110 (태평로1가)                     | 서울특별시            | 2003년 6월 30일 지정 |      |
| 53호 |      | 서울 건국대학교 구 서북학회회관 (서울 建國大學校 舊 西北學會會館) (Former Building of the North and West Educational Association at Konkuk University, Seoul) | 서울 광진구 아차산로 263 (화양동)                      | 건국대학교            | 2003년 6월 30일 지정 |      |
| 54호 |      | 춘천 죽림동 주교좌성당 (春川 竹林洞 主敎座聖堂) (Jungnim-dong Cathedral, Chuncheon)                                                                           | 강원 춘천시 죽림동 30                                  | (재)춘천교구 천주교회 | 2003년 6월 30일 지정 |      |
| 55호 |      | 청주 충청북도청 본관 (淸州 忠淸北道廳 本館) (Main Building of Chungcheongbuk-do Provincial Government, Cheongju)                                              | 충북 청주시 상당구 성안동 89                           | 충청북도              | 2003년 6월 30일 지정 |      |
| 56호 |      | 대한통운 제천영업소 (大韓通運 堤川營業所) (Korea Express, Jecheon Branch Office)                                                                              | 충북 제천시 화산동 238-9 외 2필지                      | 제천시                | 2003년 6월 30일 지정 |      |
| 57호 |      | 옥천 죽향초등학교 구 교사 (沃川 竹香初等學校 舊 校舍) (Former Jukhyang Elementary School Building, Okcheon)                                                   | 충북 옥천군 옥천읍 향수1길 26 (문정리)                 | 충청북도 옥천교육청   | 2003년 6월 30일 지정 |      |
| 58호 |      | 진천 덕산양조장 (鎭川 德山釀造場) (Deoksan Brewery, Jincheon)                                                                                                 | 충북 진천군 덕산면 초금로 712, 외 1필지 (용몽리)       | 진천군                | 2003년 6월 30일 지정 |      |
| 59호 |      | 영동 노근리 쌍굴다리 (永同 老斤里 雙窟다리) (Ssanggul Bridge in Nogeun-ri, Yeongdong)                                                                         | 충북 영동군 황간면 노근1길 3-2 (노근리)                | 한국철도시설공단      | 2003년 6월 30일 지정 |      |
| 60호 |      | 강경 중앙초등학교 강당 (江景 中央初等學校 講堂) (Auditorium of Jungang Elementary School, Ganggyeong)                                                         | 충남 논산시 강경읍 중앙리 89-1번지 외 4필지            | 충청남도 논산교육청   | 2003년 6월 30일 지정 |      |
| 61호 |      | 김제 죽산리 구 일본인 농장 사무소 (金提 竹山里 舊 日本人 農場 事務所) (Former Japanese Plantation Office in Juksan-myeon, Gimje)                              | 전북 김제시 죽산면 죽산리 570-6                        | 김제시                | 2003년 6월 30일 지정 |      |
| 62호 |      | 목포 정명여자중학교 구 선교사 사택 (木浦 貞明女子中學校 舊 宣敎師 舍宅) (Former Missionary Residence of Jeongmyeong Girls' Middle School, Mokpo)              | 전남 목포시 삼일로 45 (양동)                           | 학교법인 호남기독학원 | 2003년 6월 30일 지정 |      |
| 63호 |      | 함평 구 학다리역 급수탑 (咸平 舊 鶴다리驛 給水塔) (Water Tower at Former Hakdari Station, Hampyeong)                                                          | 전남 함평군 학교면 학다리길 279 (학교리)               | 한국철도공사          | 2003년 6월 30일 지정 |      |
| 64호 |      | 군산 동국사 대웅전 (群山 東國寺 大雄殿) (Daeungjeon Hall of Dongguksa Temple, Gunsan)                                                                         | 전북 군산시 동국사길 16 (금광동)                       | 대한불교조계종 동국사 | 2003년 7월 15일 지정 |      |
| 65호 |      | 제천 엽연초생산조합 구 사옥 (堤川 葉煙草生産組合 舊 社屋) (Former Building of Jecheon Tobacco Growers Organization)                                           | 충북 제천시 의병대로12길 8, , 158-3 (명동)             | 제천시                | 2003년 9월 27일 지정 |      |

### 2004년 지정
| 번호  | 사진 | 명칭 | 소재지                                                                        | 관리자 (단체)            | 지정일                                                                               | 참조 |
| 66호  |      | 고흥 구 소록도갱생원 검시실 (高興 舊 小鹿島更生院 檢屍室) (Former Autopsy Lab of Sorokdo Rehabilitation Center, Goheung) | 전남 고흥군                                                                   | 국립소록도병원장         | 2004년 2월 6일 지정                                                                  |      |
| 67호  |      | 고흥 구 소록도갱생원 감금실 (高興 舊 小鹿島更生院 監禁室) (Former Detention Rooms of Sorokdo Rehabilitation Center, Goheung)                                                                                                | 전남 고흥군 도양읍 소록리 221 외                                              | 국립소록도병원장         | 2004년 2월 6일 지정                                                                  |      |
| 68호  |      | 고흥 구 소록도갱생원 사무본관과 강당 (高興 舊 小鹿島更生院 事務本館과 講堂) (Former Main Administration Building and Auditorium of Sorokdo Rehabilitation Center, Goheung)                                                  | 전남 고흥군 도양읍 남관사길 14, 외 4필지 (소록리)                             | 국립소록도병원장         | 2004년 2월 6일 지정                                                                  |      |
| 69호  |      | 고흥 구 소록도갱생원 만령당 (高興 舊 小鹿島更生院 萬靈堂) (Former Mannyeongdang Charnel House of Sorokdo Rehabilitation Center, Goheung)                                                                                    | 전남 고흥군 도양읍 신생리길 58-11 (소록리)                                    | 국립소록도병원장         | 2004년 2월 6일 지정                                                                  |      |
| 70호  |      | 고흥 구 소록도갱생원 식량창고 (高興 舊 小鹿島更生院 食糧倉庫) (Former Food Storehouse of Sorokdo Rehabilitation Center, Goheung)                                                                                            | 전남 고흥군 도양읍 소록리 산 165                                              | 국립소록도병원장         | 2004년 2월 6일 지정                                                                  |      |
| 71호  |      | 고흥 구 소록도갱생원 신사 (高興 舊 小鹿島更生院 神社) (Former Shinto Shrine of Sorokdo Rehabilitation Center, Goheung) | 전남 고흥군 도양읍 소록리 산 31                                               | 국립소록도병원장         | 2004년 2월 6일 지정                                                                  |      |
| 72호  |      | 고흥 구 소록도갱생원 등대 (高興 舊 小鹿島更生院 燈臺) (Former Lighthouse of Sorokdo Rehabilitation Center, Goheung) | 전남 고흥군 도양읍 소록리 산 178-2                                            | 여수지방해양수산청장     | 2004년 2월 6일 지정                                                                  |      |
| 73호  |      | 고흥 소록도 구 녹산초등학교 교사 (高興 小鹿島 舊 鹿山初等學校 敎舍) (Former Noksan Elementary School Building on Sorokdo Island, Goheung)                                                                                   | 전남 고흥군 도양읍 양지회관길 35-6, 외 1필지 (소록리)                         | 국립소록도병원장         | 2004년 2월 6일 지정                                                                  |      |
| 74호  |      | 고흥 소록도 구 성실중고등성경학교 교사 (高興 小鹿島 舊 誠實中高等聖經學校 校舍) (Former Seongsil Bible Middle and High School Building on Sorokdo Island, Goheung)                                                          | 전남 고흥군 도양읍 소록리 산 150 외                                           | 국립소록도병원장         | 2004년 2월 6일 지정                                                                  |      |
| 75호  |      | 고흥 구 소록도갱생원 원장 관사 (高興 舊 小鹿島更生院 院長 官舍) (Former Official Residence of the Director of Sorokdo Rehabilitation Center, Goheung)                                                                       | 전남 고흥군 도양읍 남관사길 23-8, 외 1필지 (소록리)                           | 국립소록도병원장         | 2004년 2월 6일 지정                                                                  |      |
| 76호  |      | 파주 구 장단면사무소 (坡州 舊 長湍面事務所) (Former Jangdan-myeon Office, Paju) | 경기 파주시 장단면 도라산리 785 외                                            | 파주시                   | 2004년 2월 6일 지정                                                                  |      |
| 77호  |      | 파주 경의선 구 장단역 터 (坡州 京義線 舊 長湍驛 터) (Site of Former Jangdan Station on the Gyeongui Railroad Line, Paju) | 경기 파주시 장단면 동장리 198                                                 | 한국철도공사             | 2004년 2월 6일 지정                                                                  |      |
| 78호  |      | 경의선 장단역 증기기관차 (京義線 長湍驛 蒸氣機關車) (Steam Locomotive at Jangdan Station on the Gyeongui Railroad Line) | 경기 파주시 문산읍 마정리 1400-5                                              | 경기관광공사             | 2004년 2월 6일 지정                                                                  |      |
| 79호  |      | 파주 경의선 장단역 죽음의 다리 (坡州 京義線 長湍驛 죽음의 다리) (Bridge of Death at Jangdan Station on the Gyeongui Railroad Line, Paju)                                                                                    | 경기 파주시 장단면 도라산리 894                                               | 한국철도공사             | 2004년 2월 6일 지정                                                                  |      |
| 80호  |      | 덕수궁 석조전 동관 (德壽宮 石造殿 東館) | 서울 중구 세종대로 99 (정동)                                                  | 덕수궁관리소장           | 2004년 2월 6일 지정, 2008년 6월 23일 해제, 사적 제124호 지정범위와 중복              |      |
| 81호  |      | 덕수궁 석조전 서관 (德壽宮 石造殿 西館) | 서울 중구 세종대로 99 (정동)                                                  | 덕수궁관리소장           | 2004년 2월 6일 지정, 2008년 6월 23일 해제, 사적 제124호 지정범위와 중복              |      |
| 82호  |      | 덕수궁 정관헌 (德壽宮 靜觀軒) | 서울 중구 세종대로 99 (정동)                                                  | 덕수궁관리소장           | 2004년 2월 6일 지정, 2008년 6월 23일 해제, 사적 제124호 지정범위와 중복              |      |
| 83호  |      | 창경궁 대온실 (昌慶宮 大溫室) (Grand Greenhouse of Changgyeonggung Palace) | 서울 종로구 창경궁로 185 (와룡동)                                             | 창경궁관리소장           | 2004년 2월 6일 지정                                                                  |      |
| 84호  |      | 서울 원서동 고희동 가옥 (서울 苑西洞 高羲東 家屋) (Go Hui-dong's House in Wonseo-dong, Seoul) | 서울 종로구 원서동 16                                                         | 서울특별시 종로구청      | 2004년 9월 4일 지정                                                                  |      |
| 85호  |      | 서울 계동 배렴 가옥 (서울 桂洞 裵濂 家屋) (Bae Ryeom's House in Gye-dong, Seoul) | 서울 종로구 계동 72                                                           | SH공사                   | 2004년 9월 4일 지정                                                                  |      |
| 86호  |      | 누상동 이중섭 가옥 (樓上洞 李仲燮 家屋) | 서울 종로구 옥인6가길 44-5 (누상동)                                           | 정종호                   | 2004년 9월 4일 지정, 2008년 8월 11일 해제, 정밀조사 결과 화가 이중섭과는 관계가 없음 |      |
| 87호  |      | 서울 홍지동 이광수 별장 터 (서울 弘智洞 李光洙 別莊 터) (Site of Yi Gwang-su's Villa in Hongji-dong, Seoul) | 서울 종로구 홍지문1길 10 (홍지동)                                             | 한남희, 김미영           | 2004년 9월 4일 지정                                                                  |      |
| 88호  |      | 통인동 이상 가옥 (通仁洞 李箱 家屋) | 서울 종로구 자하문로7길 18 (통인동)                                           | 재단법인 김수근 문화재단 | 2004년 2월 6일 지정, 2008년 6월 23일 해제, 시인 이상(李箱)과는 관계가 없음           |      |
| 89호  |      | 서울 평창동 박종화 가옥 (서울 平倉洞 朴鐘和 家屋) (Bak Jong-hwa's House in Pyeongchang-dong, Seoul) | 서울 종로구 평창11길 80 (평창동)                                              | 박돈수                   | 2004년 9월 4일 지정                                                                  |      |
| 90호  |      | 서울 홍파동 홍난파 가옥 (서울 紅把洞 洪蘭坡 家屋) (Hong Lanpa's House in Hongpa-dong, Seoul) | 서울 종로구 송월1길 38, , 2-46 (홍파동)                                       | 서울특별시 종로구청      | 2004년 9월 4일 지정                                                                  |      |
| 91호  |      | 서울 돈암장 (서울 敦岩莊) (Donamjang House, Seoul) | 서울 성북구 동소문로3길 84 (동소문동4가)                                      | 김수근                   | 2004년 9월 4일 지정                                                                  |      |
| 92호  |      | 서울 의릉 구 중앙정보부 강당 (서울 懿陵 舊 中央情報部 講堂) (Auditorium of Former Korean Central Intelligence Agency (KCIA) near Uireung Royal Tomb, Seoul)                                                                 | 서울 성북구 화랑로 32길 146-20                                                | 의릉관리소               | 2004년 9월 4일 지정                                                                  |      |
| 93호  |      | 서울 배화여자고등학교 생활관 (서울 培花女子高等學校 生活館) (Dormitory of Paiwha Girls' High School, Seoul) | 서울 종로구 필운동 12-3번지 외1                                               | 배화학원                 | 2004년 9월 4일 지정                                                                  |      |
| 94호  |      | 광주 조선대학교 본관 (光州 朝鮮大學校 本館) (Main Building of Chosun University, Gwangju) | 광주 동구 서석동 375                                                          | 조선대학교               | 2004년 9월 4일 지정                                                                  |      |
| 95호  |      | 광주 수창초등학교 본관 (光州 壽昌初等學校 本館) (Main Building of Soochang Elementary School, Gwangju) | 광주 북구 금남로 99 (북동)                                                    | 광주광역시교육청         | 2004년 9월 4일 지정                                                                  |      |
| 96호  |      | 광주 전남대학교 인문대학 1호관 (광주 全南大學校 人文大學 一號館) (Building No. 1 of the College of Humanities at Chonnam National University, Gwangju)                                                                      | 광주 북구 용봉동 300                                                          | 전남대학교               | 2004년 9월 4일 지정                                                                  |      |
| 97호  |      | 광주교육대학교 본관 (光州敎育大學校 本館) (Main Building of Gwangju National University of Education) | 광주 북구 풍향동 1-1                                                          | 광주교육대학교           | 2004년 9월 4일 지정                                                                  |      |
| 98호  |      | 구 동양척식회사 대전지점 (舊 東洋拓殖會社 大田支店) (Former Oriental Development Company, Daejeon Branch) | 대전 동구 대전로 735 (인동)                                                   | 김석진                   | 2004년 9월 4일 지정                                                                  |      |
| 99호  |      | 한국전력공사 대전보급소 (韓國電力公社 大田補給所) (Korea Electric Power Corporation (KEPCO), Daejeon Branch) | 대전 동구 변전소길 22 (인동)                                                  | 한전대전보급소           | 2004년 9월 4일 지정                                                                  |      |
| 100호 |      | 대전 국립농산물품질관리원 구 충청지원 (大田 國立農産物品質管理院 舊 忠淸支院) (National Agricultural Products Quality Management Service, Former Chungcheong Provincial Office, Daejeon)                                    | 대전 중구 대종로 470 (은행동)                                                 | 문화재청                 | 2004년 9월 4일 지정                                                                  |      |
| 101호 |      | 대전 충청남도청 구 관사 1·2·5·6호와 부속창고 (大田 忠淸南道廳 舊 官舍 一·二·五·六號와 附屬倉庫) (Former Official Residence No. 1, 2, 5, and 6 of Chungcheongnam-do Provincial Government and Auxiliary Storehouse, Daejeon) | 대전 중구 보문로205번길 22, , 326-61, 326-65, 326-66 (대흥동)                 | 충청남도                 | 2004년 9월 4일 지정                                                                  |      |
| 102호 |      | 울산 구 상북면사무소 (蔚山 舊 上北面事務所) (Former Sangbuk-myeon Office, Ulsan) | 울산 울주군 상북면 상북로 298 (산전리)                                        | .                        | 2004년 9월 4일 지정                                                                  |      |
| 103호 |      | 울산 언양성당과 사제관 (蔚山 彦陽聖堂과 司祭館) (Main Building and Presbytery of Eonyang Catholic Church, Ulsan) | 울산 울주군 언양읍 구교동1길 11, 외 1필지 (송대리)                            | .                        | 2004년 9월 4일 지정                                                                  |      |
| 104호 | .    | 울산 구 삼호교 (蔚山 舊 三湖橋) (Former Samhogyo Bridge, Ulsan) | 울산 남구 무거동 113-2번지 외 3필지, 중구 다운동 480-5번지 외 3필지           | .                        | 2004년 9월 4일 지정                                                                  |      |
| 105호 |      | 울산 남창역사 (蔚山 南倉驛舍) (Namchang Station Building, Ulsan) | 울산 울주군 온양읍 남창역길 40 (남창리)                                       | .                        | 2004년 9월 4일 지정                                                                  |      |
| 106호 |      | 울산 울기등대 구 등탑 (蔚山 蔚氣燈臺 舊 燈塔) (Former Light Tower of Ulgi Lighthouse, Ulsan) | 울산 동구 등대로 155 (일산동)                                                 | .                        | 2004년 9월 4일 지정                                                                  |      |
| 107호 |      | 춘천 강원도지사 구 관사 (春川 江原道知事 舊 官舍) (Former Official Residence of the Governor of Gangwon-do Province, Chuncheon)                                                                                             | 강원 춘천시 시청길 11 (옥천동)                                                | 춘천문화원장             | 2004년 9월 4일 지정                                                                  |      |
| 108호 |      | 구 홍천군청 (舊 洪川郡廳) (Hongcheon-eup Office) | 강원 홍천군 홍천읍 희망리 149-2                                               |                          | 2004년 9월 4일 지정, 2015년 4월 27일 명칭 변경                                       |      |
| 109호 |      | 화천 수력발전소 (華川 水力發電所) (Hwacheon Hydropower Plant) | 강원 화천군 간동면 구만리                                                     | 화천수력발전소장         | 2004년 9월 4일 지정                                                                  |      |
| 110호 |      | 화천 꺼먹다리 (華川 꺼먹다리) (Kkeomeok Bridge, Hwacheon) | 강원 화천군 화천읍 평화로 656, 외 1필지 간동면 구만리 산9-1 외 1필지 (대이리) |                          | 2004년 9월 4일 지정                                                                  |      |
| 111호 |      | 태백 장성이중교 (太白 長省二重橋) (Jangseong Double-tier Bridge, Taebaek) | 강원 태백시 장성동 222 외                                                     |                          | 2004년 9월 4일 지정                                                                  |      |
| 112호 |      | 철원 금강산 전기철도교량 (鐵原 金剛山 電氣鐵道橋梁) (Geumgangsan Mountain Electric Railroad Bridge, Cheorwon) | 강원 철원군 김화읍 도창리 산81-2, 갈말읍 정연리 1496 외                       | 철원군수                 | 2004년 9월 4일 지정                                                                  |      |
| 113호 |      | 제주 이승만별장 (濟州 李承萬別莊) (Syngman Rhee's Villa, Jeju) | 제주 제주시 구좌읍 송당리 산155                                               | .                        | 2004년 9월 4일 지정                                                                  |      |
| 114호 |      | 목포 양동교회 (木浦 陽洞敎會) (Yangdong Church, Mokpo) | 전남 목포시 호남로 15 (양동)                                                  |                          | 2004년 12월 31일 지정                                                                |      |
| 115호 |      | 여수 장천교회 (麗水 長川敎會) (Jangcheon Church, Yeosu) | 전남 여수시 율촌면 동산개길 42 (조화리)                                       | 장천교회                 | 2004년 12월 31일 지정                                                                |      |
| 116호 |      | 여수 마래 제2터널 (麗水 馬來 第二터널) (Marae Tunnel No. 2, Yeosu) | 전남 여수시 덕충동 산7-3 외                                                   | 여수시                   | 2004년 12월 31일 지정                                                                |      |
| 117호 |      | 구 함평성당 (舊 咸平聖堂) (Former Hampyeong Catholic Church) | 전남 함평군 함평읍 남일길 21 (내교리)                                         | .                        | 2004년 12월 31일 지정                                                                |      |
| 118호 |      | 함평 월호리 일본식 가옥과 창고 (咸平 月湖里 日本式 家屋과 倉庫) (Japanese-style House and Storehouse in Wolho-ri, Hampyeong)                                                                                                | 전남 함평군 학교면 중천포로 634, 외 2필지 (월호리)                            | .                        | 2004년 12월 31일 지정                                                                |      |
| 119호 |      | 영광 법성리 일본식 여관 (靈光 法聖里 日本式旅館) (Japanese-style Inn in Beopseong-ri, Yeonggwang) | 전남 영광군 법성면 진굴비길 82-6 (법성리)                                     | .                        | 2004년 12월 31일 지정                                                                |      |
| 120호 |      | 구례읍사무소 (求禮邑事務所) (Gurye-eup Office) | 전남 구례군 구례읍 봉성산길 12 (봉동리)                                       |                          | 2004년 12월 31일 지정                                                                |      |
| 121호 |      | 구례 구 방광국민학교 교사 (求禮 舊 放光國民學校 校舍) (Former Banggwang Elementary School Building, Gurye) | 전남 구례군 광의면 매천로 244 (수월리)                                        | .                        | 2004년 12월 31일 지정                                                                |      |
| 122호 |      | 구 곡성역사 (舊 谷城驛舍) (Former Gokseong Station Building) | 전남 곡성군 오곡면 기차마을로 232 (오지리)                                    | .                        | 2004년 12월 31일 지정                                                                |      |
| 123호 |      | 순천 매산중학교 매산관 (順川 梅山中學校 梅山館) (Maesangwan Hall at Maesan Middle School, Suncheon) | 전남 순천시 매산길 23 (매곡동)                                                |                          | 2004년 12월 31일 지정                                                                |      |
| 124호 |      | 구 순천선교부 외국인 어린이학교 (舊 順川宣敎部 外國人 어린이學校) (Former Suncheon Missionary School for Foreign Children)                                                                                                  | 전남 순천시 매산길 53 (매곡동)                                                |                          | 2004년 12월 31일 지정                                                                |      |
| 125호 |      | 순천 구 선교사 코잇 가옥 (順川 舊 宣敎師 코잇 家屋) | 전남 순천시 매산길 53 (매곡동)                                                | .                        | 2004년 12월 31일 지정, 2005년 12월 27일 해제, 전라남도 문화재자료 제259호로 재지정   |      |
| 126호 |      | 순천 구 선교사 프레스턴 가옥 (順川 舊 宣敎師 프레스턴 家屋) (Missionary Preston's House, Suncheon) | 전남 순천시 매산길 43 (매곡동)                                                |                          | 2004년 12월 31일 지정                                                                |      |
| 127호 |      | 순천 구 남장로교회 조지와츠 기념관 (順川 舊 南長老敎會 조지와츠 記念館) (George Watts Memorial Hall at Former Southern Presbyterian Church, Suncheon)                                                                       | 전남 순천시 매산길 11 (매곡동)                                                | .                        | 2004년 12월 31일 지정                                                                |      |
| 128호 |      | 순천 구 원창역사 (順川 舊 元倉驛舍) (Former Wonchang Station Building, Suncheon) | 전남 순천시 별량면 동송리 559                                                 | 순천시                   | 2004년 12월 31일 지정                                                                |      |
| 129호 |      | 나주 영산포 자기수위표 (羅州 榮山浦 自記水位標) (Water Gauge in Yeongsanpo, Naju) | 전남 나주시 이창동 280-1                                                      | .                        | 2004년 12월 31일 지정                                                                |      |
| 130호 |      | 장흥 예양리 일본식 가옥 (長興 汭陽里 日本式 家屋) (Japanese-style House in Yeyang-ri, Jangheung) | 전남 장흥군 장흥읍 예양2길 36-7 (예양리)                                      | .                        | 2004년 12월 31일 지정                                                                |      |
| 131호 |      | 장흥 기양리 일본식 가옥 (長興 岐陽里 日本式 家屋) (Japanese-style House in Giyang-ri, Jangheung) | 전남 장흥군 장흥읍 기양안길 7 (기양리)                                        | .                        | 2004년 12월 31일 지정                                                                |      |
| 132호 |      | 구 보성여관 (舊 寶城旅館) (Former Boseong Inn) | 전남 보성군 벌교읍 태백산맥길 19 (벌교리)                                     | 문화유산국민신탁         | 2004년 12월 31일 지정                                                                |      |
| 133호 |      | 서울 한국기독교장로회총회 선교교육원 (서울 韓國基督敎長老會總會 宣敎敎育院) (Missionary Training Center of the Presbyterian Church in the Republic of Korea, Seoul)                                                         | 서울 서대문구 경기대로 55 (충정로2가)                                         | .                        | 2004년 12월 31일 지정                                                                |      |
| 134호 |      | 서울 동선동 권진규 아틀리에 (서울 東仙洞 權鎭圭 아틀리에) (Gwon Jin-gyu's Atelier in Dongseon-dong, Seoul) | 서울 성북구 동소문로26마길 2-15 (동선동3가)                                   | .                        | 2004년 12월 31일 지정                                                                |      |
| 135호 |      | 서울 구 경성방직 사무동 (서울 舊 京城紡織 事務棟) (Former Office Building of Gyeongseong Textile Company, Seoul) | 서울 영등포구 영등포동 4가 441-10                                             | .                        | 2004년 12월 31일 지정                                                                |      |
| 136호 |      | 서울 구 신촌역사 (서울 舊 新村驛舍) (Former Sinchon Station Building, Seoul) | 서울 서대문구 대현동 74-12, 74-21                                             | 서대문구청               | 2004년 12월 31일 지정                                                                |      |
| 137호 |      | 구 철원 제2금융조합 건물 터 (舊 鐵原 第二金融組合 建物 터) (Site of the Former Building of the Second Financial Association of Cheorwon)                                                                                    | 강원 철원군 철원군 철원읍 외촌리 595-10외 1필지                               |                          | 2004년 12월 31일 지정                                                                |      |
| 138호 |      | 원주역 급수탑 (原州驛 給水塔) (Water Tower at Wonju Station) | 강원 원주시 학성동 357                                                        | 한국철도시설공단         | 2004년 12월 31일 지정                                                                |      |
| 139호 |      | 원주 원동성당 (原州 園洞聖堂) (Wondong Catholic Cathedral, Wonju) | 강원 원주시 원일로 27 (원동)                                                  | .                        | 2004년 12월 31일 지정                                                                |      |
| 140호 |      | 원주 흥업성당 대안리공소 (原州 興業聖堂 大安里公所) (Daean-ri Secondary Station of Heungeop Catholic Church, Wonju) | 강원 원주시 흥업면 승안동길 216, 외 1필지 (대안리)                            | .                        | 2004년 12월 31일 지정                                                                |      |
| 141호 |      | 삼척 성내동성당 (三陟 城內洞聖堂) (Seongnae-dong Catholic Church, Samcheok) | 강원 삼척시 성당길 34-84 (성내동)                                             | ..                       | 2004년 12월 31일 지정                                                                |      |
| 142호 |      | 동해 구 상수시설 (東海 舊 上水施設) (Former Water Supply Facilities of Donghae) | 강원 동해시 승지로 60-2, 외 4필지 (부곡동)                                    |                          | 2004년 12월 31일 지정                                                                |      |
| 143호 |      | 고성 합축교 (高城 合築橋) (Hapchukgyo Bridge, Goseong) | 강원 고성군 거진읍 상리 214-1 외, 거진읍 대대리 6-1 외                        | 고성군                   | 2004년 12월 31일 지정                                                                |      |
| 144호 |      | 괴산군수 관사 (槐山郡守 官舍) (Official Residence of the Governer of Goesan-gun County) | 충북 괴산군 괴산읍 동부리 551                                                 | .                        | 2004년 12월 31일 지정                                                                |      |
| 145호 |      | 창녕 남지철교 (昌寧 南旨鐵橋) (Namji Railroad Bridge, Changnyeong) | 경남 창녕군 남지읍 남지리 961번지 외 3필지                                    | .                        | 2004년 12월 31일 지정                                                                |      |
| 146호 |      | 광주 장덕동 근대 한옥 (光州 長德洞 近代 韓屋) (Modern Korean-style House in Jangdeok-dong, Gwangju) | 광주 광산구 장덕로 96번길 15 (장덕동)                                         | .                        | 2004년 12월 31일 지정                                                                |      |